# 1617 en musique classique
| \| • Retour à la chronologie générale de la musique classique • \| |
| Grèce • Rome • Haut Moyen Âge • VIIIe siècle • IXe siècle • Xe siècle • XIe siècle XIIe siècle • XIIIe siècle • XIVe siècle • XVe siècle • XVIe siècle • XVIIe siècle XVIIIe siècle • XIXe siècle • XXe siècle • XXIe siècle |
| • Retour à la chronologie générale de la musique classique • |

| Années en musique classique : 1614 - 1615 - 1616 - 1617 - 1618 - 1619 - 1620    |
| Décennies en musique classique : 1580 - 1590 - 1600 - 1610 - 1620 - 1630 - 1640 |

## Événements
- Heinrich Schütz devient maître de chapelle de l’électeur de Saxe.
- Girolamo Frescobaldi compose Toccatas et Riceracis.

## Œuvres
- Airs à 4 et 5 parties, d'Antoine Boësset.
- Morale spreeckwoorden, à quatre et à cinq voix, de Jan Rijspoort.
- La Délivrance de Renaud, de Guédron, Bataille et Mauduit.

## Naissances
- 24 août : Johann Rosenmüller, compositeur allemand († 12 septembre 1684).

## Décès

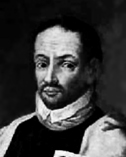
Alonso Lobo

- 5 avril : Alonso Lobo, compositeur espagnol (° 1555).

Date indéterminée :
- Pierre Bonhomme, compositeur belge (° 1555).